# Truls Mørk
Truls Otterbech Mørk (Bergen, 25 de abril de 1961) é um violoncelista norueguês.
Filho de dois musicistas, seu pai violoncelista e sua mãe pianista, começou a receber lições de piano de sua progenitora ainda aos sete anos. Ele também aprendeu a tocar violino, porém logo o trocou pelo violoncelo, tendo aulas com seu pai.
Mørk começou a estudar, realmente, com Frans Helmerson, aos 17 anos, no Instituto de Música de Edsberga. Como era um admirador de Mstislav Rostropovich e da escola russa de violoncelo, ele foi estudar com a violoncelista russa Natalia Schakowskaya.
Em 1982, Mørk veio a ser o primeiro músico a chegar às finais da Competição Internacional Tchaikovsky, em Moscou, conquistando o sexto lugar. Subseqüentemente, ele alcançou o segundo lugar, em 1986, na Competição de Naumberg, em Nova Iorque, e na Competição de Violoncelo de Cassado, em Florença.
Em 1989, embarcou em seu maior tour de concertos, solando com muitas das maiores orquestras da Europa. Em 1994, fez uma série de concertos nos Estados Unidos com a Filarmônica de Oslo, tocando no Carnegie Hall e no Kennedy Center.
Hoje em dia, Mørk é notório na cena concertista internacional. Tem uma extensa discografia que se estende desde sua gravação, ganhadora do Grammy, dos concertos para violoncelo de Shostakovich, até a sua gravação das suítes para violoncelo solo de Bach, muito aclamada pela crítica.
Mørk é mestre na Academia de Música Norueguesa, em Oslo. Também possui e toca um raro violoncelo Domenico Montagnana, feito em Veneza no ano de 1723.